# Пассе (Німеччина)
Пассе (нім. Passee) — громада в Німеччині, розташована в землі Мекленбург-Передня Померанія. Входить до складу району Північно-Західний Мекленбург. Складова частина об'єднання громад Нойклостер-Варін.
Площа — 16,14 км2. Населення становить 195 ос. (станом на 31 грудня 2020).